# Иов (Гречишкин)
Иов (в миру Я́ков Ива́нович (по другим данным, Ива́н Я́ковлевич) Гречи́шкин;1895, Ростовская губерния — 1936, Ростов-на-Дону (или 1940-е годы)) — епископ Православной Российской Церкви, имел титул «Уфимский». Относился к катакомбному движению в русском православии, известном как «андреевцы».

## Биография
Родился в казачьей семье. В 1909—1913 году был послушником старца Иоспера, жившего в пещере в Сванетии. В 1913 году пострижен в монашество с именем Иов епископом Андреем (Ухтомским). В 1920 году рукоположён во иеродиакона, затем — в иеромонаха.
В 1923 году был арестован в Уфе. Приговорен к трём годам ссылки, которую отбывал в Средней Азии. Там был тайно хиротонисан во епископа владыкой Андреем (Ухтомским), поддерживал его линию в церковно-политической сфере.
В 1927 году приехал в Уфу, служил в Крестовоздвиженской церкви. Принадлежал к катакомбной церкви, рукоположил много священников.
Был арестован в Уфе в 1930 году. В очередной раз арестован на Кубани в 1935 по обвинению в «контрреволюционной деятельности». Приговорен к расстрелу. Расстрелян в тюрьме Ростова-на-Дону в 1936. По другим данным, погиб в 1940-е годы в ИТЛ.